# Asthenotricha
Asthenotricha is een geslacht van vlinders van de familie spanners (Geometridae), uit de onderfamilie Larentiinae.

## Soorten
- A. amblycoma Prout, 1935
- A. anisobapta Prout, 1932
- A. ansorgei Warren, 1899
- A. barnsae Prout, 1935
- A. comosissima Herbulot, 1970
- A. deficiens Herbulot, 1954
- A. dentatissima Warren, 1899
- A. fernandi Prout, 1935
- A. flavicoma Warren, 1899
- A. furtiva Herbulot, 1960
- A. grandis Herbulot, 1997
- A. inutilis Warren, 1901
- A. lophopterata (Guenée, 1857)
- A. malostigma Prout, 1921
- A. nesiotes Herbulot, 1954
- A. parabolica Herbulot, 1954
- A. polydora Debauche, 1938
- A. proschora Fletcher D. S., 1958
- A. psephotaenia Prout, 1935
- A. pycnoconia Janse, 1933
- A. pythia Debauche, 1938
- A. quadrata Herbulot, 1960
- A. semidivisa Warren, 1901
- A. serraticornis Warren, 1902
- A. straba Prout, 1921
- A. strangulata Herbulot, 1953
- A. torata Prout, 1932
- A. tripogonias Prout, 1926
- A. unipecten (Prout, 1915)